# Harlekinska stenica
Harlekinska stenica (znanstveno ime Murgantia histrionica) je vrsta stenice iz družine ščitastih stenic, izvorno razširjena v Srednji Ameriki, ki se zadnjih 150 let širi po Severni Ameriki in ponekod predstavlja škodljivca v pridelavi križnic, kot sta zelje in brokoli.
Ime je dobila po pisanem vzorcu obarvanosti hrbta z živooranžnimi in belimi lisami na črni podlagi. Odrasli dosežejo približno 8–11,5 mm v dolžino. Nimfe so podobno obarvane, a manjše in bolj okrogle od odraslih, ki imajo značilno ščitasto obliko. Po parjenju samica odloži do 150 jajčec v skupkih po 12 na spodnjo stran listov gostiteljskih rastlin, iz katerih se po nekaj dneh do enega meseca izležejo nimfe. Te se do preobrazbe v odraslo žival petkrat levijo, razvoj traja približno mesec in pol (odvisno od pogojev).

## Ekologija in razširjenost
V južnejših delih območja razširjenosti se razvije pet rodov letno, na skrajnem severu pa le en. Zimo zmernih predelov preživijo odrasli v mirovanju, skriti v ostankih poljščin, na robovih njiv ali v okoliški vegetaciji in se naslednjo pomlad spet pričnejo razmnoževati. Severneje od 40º s z. š. so zime že premrzle za preživetje. Vrsto so prvič zabeležili v Združenih državah Amerike leta 1864, kmalu po tem pa je postala najpomembnejši žuželčji škodljivec v pridelavi križnic, ki je lahko povsem uničila pridelek. Prehranjuje se lahko na več kot 50 vrstah gostiteljskih rastlin (ne le križnic), škodo pa povzroča s sesanjem zelja, brokolija, brstičnega ohrovta, ohrovta, gorjušice, repe, cvetače idr. Napadene mlade rastline ovenijo, na večjih pa stenice povzročajo deformacije s prebadanjem in jih popackajo s svojimi izločki, kar zmanjša vrednost pridelka. Ekonomski pomen se je zmanjšal po uvedbi sintetičnih insekticidov po drugi svetovni vojni, še vedno pa se lahko močno namnožijo, če pridelovalci kakšno leto opustijo škropljenje.